# Port Elizabeth
Port Elizabeth (xhosky Ebhayi; afrikánsky Die Baai) je město v Jihoafrické republice, v provincii Východní Kapsko, na pobřeží Indického oceánu. Širší okolí města se nazývá metropolitní oblast Nelson Mandela Bay a žije zde přes milion obyvatel.

## Název
Od února 2021 jihoafrická vláda oficiálně pojmenovala město Gqeberha, podle xhoského názvu městečka Walmer. Dříve se název města často zkracoval na „PE“ a přezdívalo se mu „Přátelské město“ nebo „Větrné město“. Nebylo pojmenováno podle britské královny Alžběty I., nýbrž po ženě zakladatele, Elisabeth Donkin.

## Obyvatelstvo
Při sčítání lidu v roce 2001 v městské oblasti Nelson Mandela Bay žilo 1 005 776 obyvatel ve 260 798 rodinách.
Podle téhož sčítání se označilo jako „Černí Afričané“ 58,90% respondentů, 23,48% – jako „barevní“, 16,51% – „bílí“ a 1,12% – Indové / Asiaté. Samotné město mělo tehdy těsně nad milionem obyvatel a předpokládá se, že s předměstími bude domovem pro 1,5 milionu lidí.
Podle vyznání: Křesťané (89,4% populace), ateisté (6,1%), muslimové (1,5%), Židé (0,4%) a hindové (0,3%).

## Historie

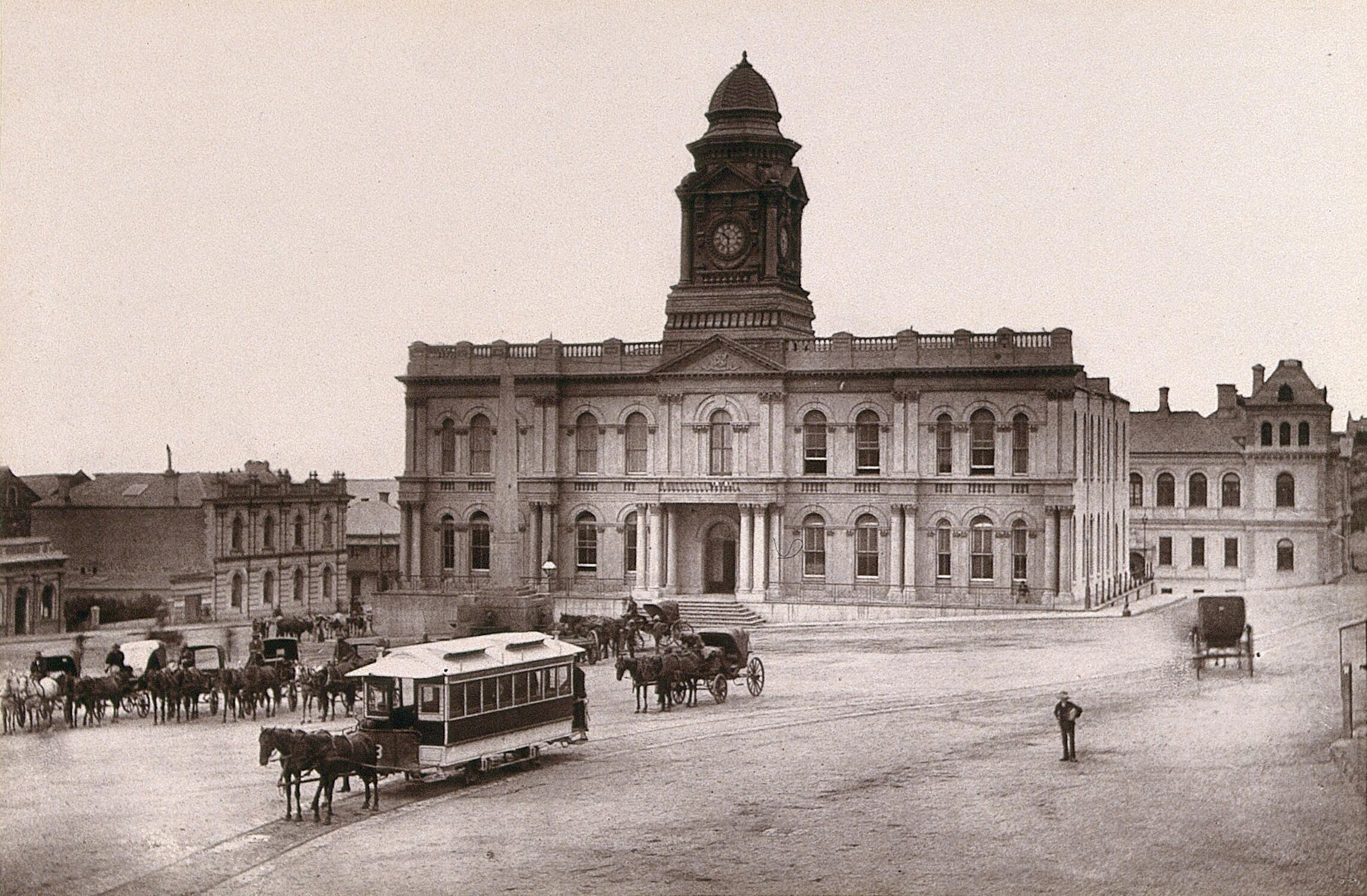
Střed města na konci 19. století.

Město založilo v roce 1820 4000 britských osadníků, kteří měli posílit obranu pohraničních oblastí Kapska proti bojovnému kmeni Xhosů. Stalo se tak v blízkosti místa, kde nejspíše přistál portugalský objevitel Bartolomeu Dias v roce 1844 a nechal zde vztyčit kamenný kříž. V místě později kotvily významné evropské obchodní výpravy, které tudy putovaly dále do Indického oceánu a do Asie.
V roce 1799 zde britští vojáci nechali postavit kamennou pevnost Fort Frederick. Měla jejich državu chránit před možným francouzským útokem. Osada zde vznikla v první polovině 19. století. Tehdy byly načrtnuty hlavní ulice, vznikly centrální části sídla a mimo jiné zde začala působit i misijní společnost. Již roku 1861 měla statut města. Přirozeným zdrojem obživy zde byla výroba vlny a mohéru. Vysloužilo si proto přezdívku Liverpool Kapské kolonie (anglicky Liverpool of the Cape). Velkou změnou byla také stavba železnice do města Kimberley, která byla dokončena roku 1873 a město se napojilo na zbytek koloniální železniční sítě. Do konce 19. století zde vyrostl ještě operní dům a do provozu byla dána tramvajová doprava.
Během období Druhé búrské války hrál místní přístav klíčovou roli pro zásobování zbraněmi a přísun britských vojáků. Britové zde mimo jiné zřídili internační[zdroj?] pro búrské ženy a děti. 
Teprve až na počátku 20. století se zde rozvinula průmyslová výroba. Jejím symbolem je především automobilový průmysl. V 20. letech uvedeného století zde vznikly hned dvě automobilky a působila tu i společnost General Motors.
Během období apartheidu bylo město rozděleno na řadu místních částí, v nichž byli k pobytu oprávněni obyvatelé podle své barvy kůže. V roce 1962 bylo zahájeno násilné přesidlování nebílého obyvatelstva. Vše proběhlo v souladu se zákonem Group Areas Act, na základě kterého byla určeno pro nebílé obyvatelstvo lokalita s názvem South End. Tato praxe vedla k protestům a nepokojům. Mimo to byly v této době realizovány některé infrastrukturní projekty, např. místní zniverzita byla přemístěna z historického jádra města blíže k pobřeží a přístavu. Důvodem byl fakt, že původní kampus ve středu města vůbec neodpovídal potřebám vysoké školy. Potřeby rostoucí individuální dopravy také pomohly vyřešit nové komunikace, které zahrnovaly viadukt vedení v samotné blízkosti pobřeží a historického jádra města. Poškozen byl původní močál Swartkops, který byl tradičním hníždištem ptáků. 
V roce 1998 uzavřel Port Elizabeth partnerství s švédským Göteborgem. Předmětem spolupráce je oblast odpadového hospodářství, rozvoj veřejných knihoven, sportu a turistiky.
Roku 2000 byla místní municipalita sloučena s několika okolními obcemi jako Metropolitní obec Nelson Mandela Bay. Svůj současný název má od roku 2021.
V roce 2010 se tu odehrálo několik utkání mistrovství světa ve fotbale.
V 3. dekádě 21. století zde společnost Isuzu plánuje iniciovat výrobu automobilů.

## Kultura

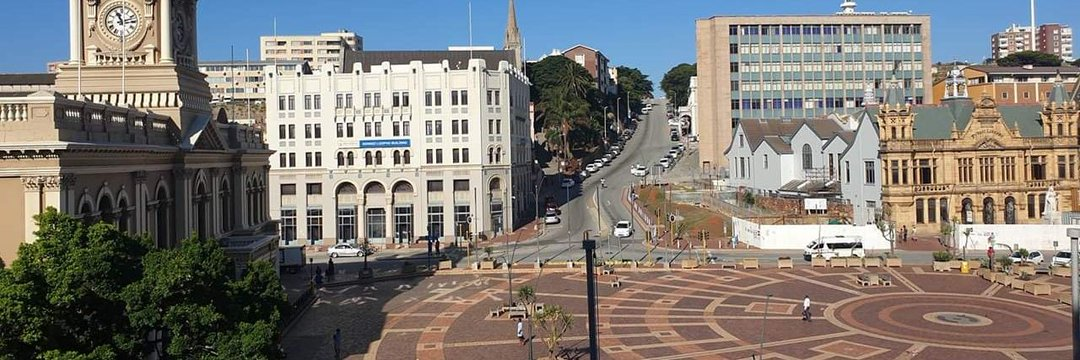
Střed města.

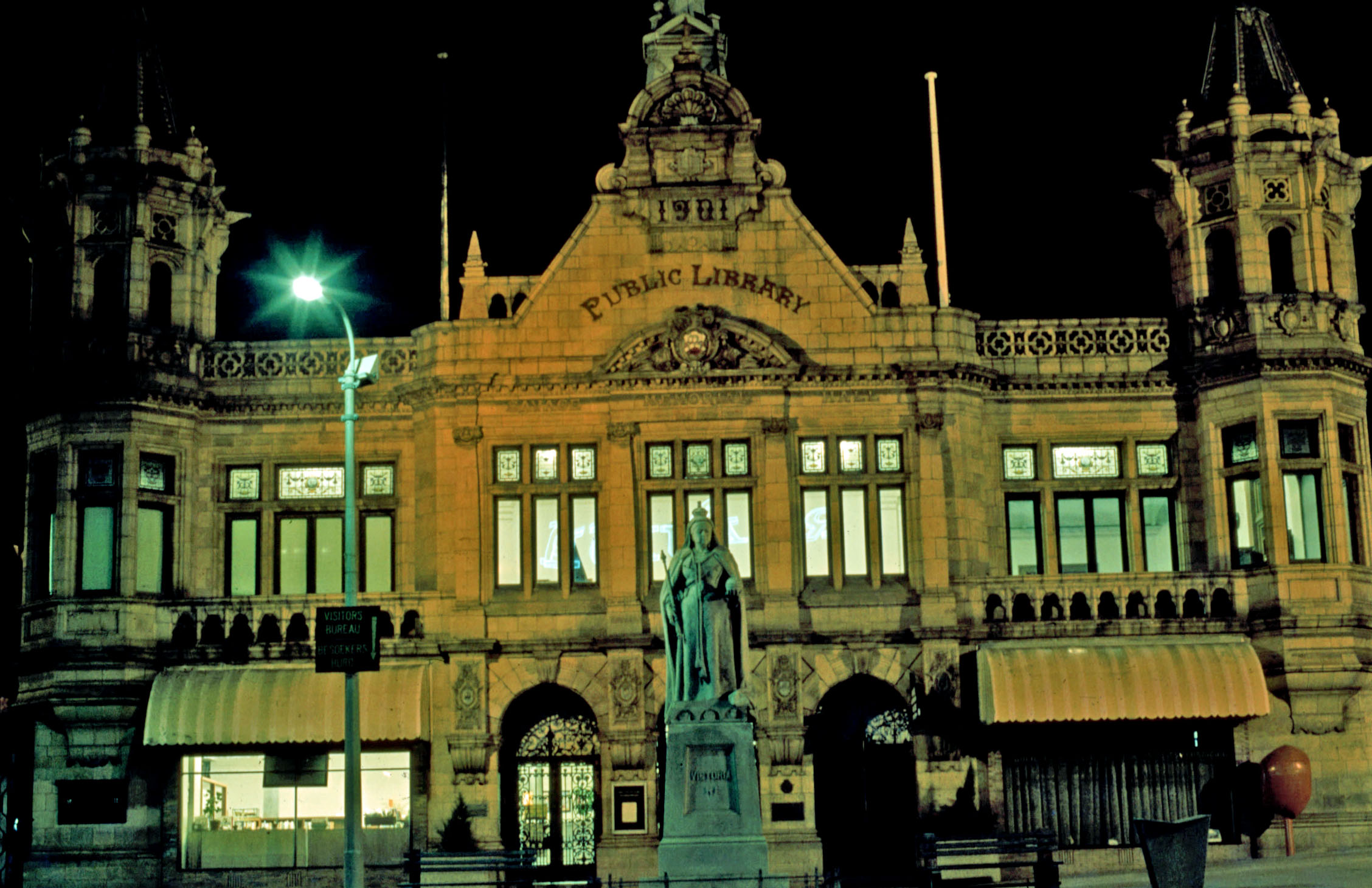
Budova veřejné knihovny.

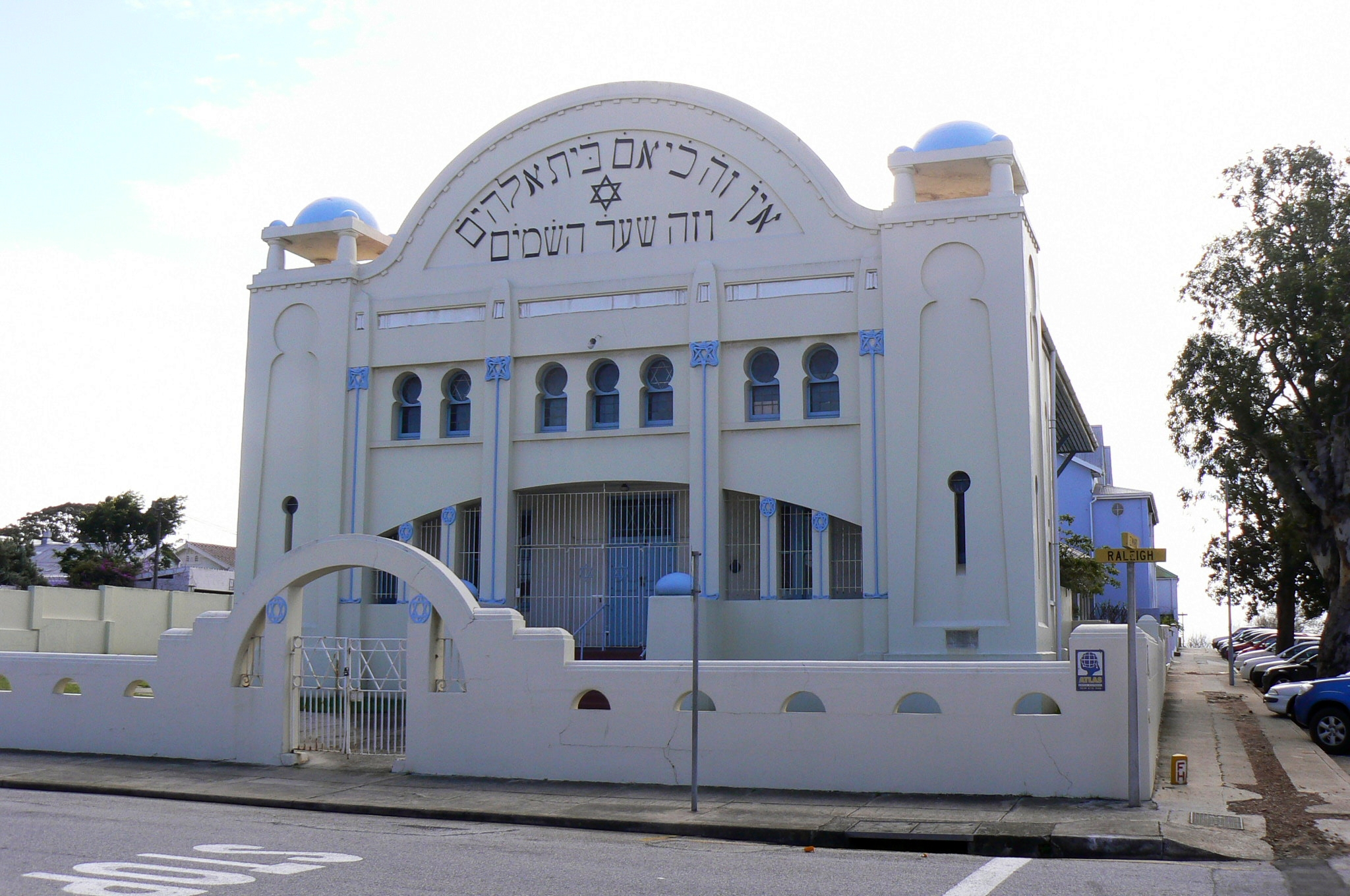
Synagoga.

Na území města stojí Addo Elephant National Park. Mezi muzea lze zařadit např. muzeum věnované lokalitě South End.
Ve městě rovněž sídlí i několik soudů s celojihoafrickou působností.
V historickém jádru města stojí celá řada domů, které byly postaveny v 19. století Mimo to je ve městě je řada dalších památek. Diskutovaný osud měl např. Richly House, který byl – ač památkově chráněn – bourán. Mezi další lze zahrnout městská knihovna, radnice, katedrály (anglikánská i katolická), Justiční palác a další. 

## Doprava
Přes město prochází dálnice N2 a také zde stojí železniční stanice, vede odsud několik tratí do zbytku Jihoafrické republiky. Provozována je i příměstská doprava v rámci sítě Metrorail.
Významný je rovněž místní přístav a letiště Chief Dawid Stuurman International Airport.

## Školství
Od roku 2005 je město domovem Univerzity Nelsona Mandely.

## Sport
Nápadný je rovněž víceúčelový stadion Nelson Mandela Bay Stadium.

## Životní prostředí
Ve městě je značné množství parků. Je zde jezero North East Lake při zmíněném stadionu. Některé části pobřeží zůstaly uchovány jako pláže, je zde např. King's Beach.

## Bezpečnost
Město je považované z hlediska bezpečnostních statistik jako jedno z hlavních v Jihoafrické republice, kde dochází k zločinu.